# 白石恒尊

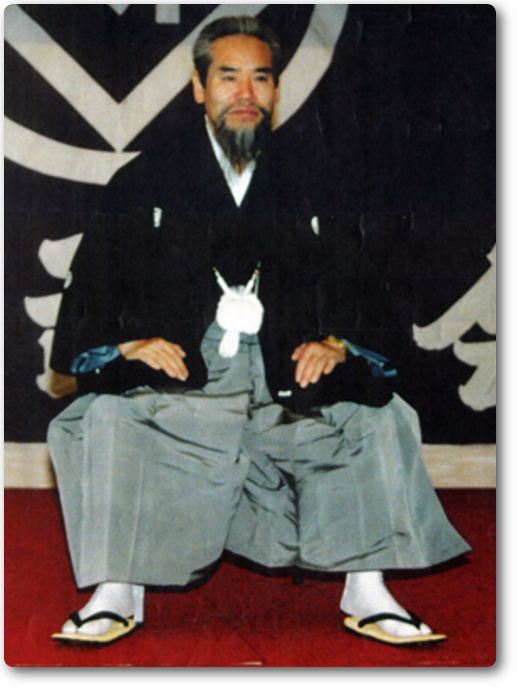
白石恒尊

白石 恒尊（しらいし つねたか、1938年11月11日 - ）は、日本の空手家。愛媛県出身。全日本空手道白石派糸東流研武会、宗家琉球瑞泉拳法保存会の会長。拳歴67年。
遠山寛賢、摩文仁賢栄、座波仁吉に師事。一百零八（スーパーリンペイ）古流五十四歩（ウゥスースゥ）を得意とする。

## 経歴
12歳より空手を始める。
1961年3月31日、遠山寛賢より師範免許の授与と「研武会」の道場名を名乗る事を承認された事により青少年育成の為に空手道の指導を始める。
指導方針は道場訓「君子の拳五誓」を標榜し武道としての空手を深く追求している。
1966年12月1日、財団法人全日本空手道糸東会より第3号師範免許授与。
1968年2月1日、摩文仁賢栄より糸東流最高師範免許授与。
1973年10月10日、帝京大学並びに帝京高校に於けるクラブ活動への空手指導の貢献に対し、沖永荘兵衞理事長より感謝状を授与される。
1982年6月1日、座波仁吉より琉球瑞泉拳法八段位授与。
また、2か月間に渡り海外支部指導の為 糸東流宗家 摩文仁賢栄先生とイタリア・ローマに滞在するなど、各地の支部道場を巡回指導している。
1989年１月30日、日本国際武道連盟総裁 閑院純仁殿下より空手道九段位授与。